# ГЕС Райн
ГЕС Райн — гідроелектростанція у штаті Монтана (Сполучені Штати Америки). Знаходячись між ГЕС Рейнбоу (вище по течії) та ГЕС Мороні (48 МВт), входить до складу каскаду на річці Міссурі, найбільшій правій притоці Міссісіпі (басейн Мексиканської затоки).
В межах проекту річку перед водоспадом Грейт-Фоллс (падіння 29 метрів) перекрили бетонною гравітаційною греблею вигнутої форми висотою 25 метрів та довжиною 447 метрів. Вона утримує водосховище з площею поверхні 0,67 км2 та об’ємом 4,5 млн м3 (корисний об’єм 3 млн м3), в якому припустиме коливання рівня у операційному режимі між позначками 920 та 926 метрів НРМ.
Пригреблевий машинний зал обладнаний шістьома турбінами типу Френсіс загальною потужністю 60 МВт. Для збільшення напору відпрацьована вода повертається в річку по прокладеному паралельно до її русла відвідному каналу довжиною 0,45 км та шириною від 60 до 30 метрів, при цьому завдяки створеній гідротехнічній схемі використовується падіння у 45 метрів. 
В 2020 році заплановано завершити модернізацію станції, яка збільшить її потужність до 71 МВт.
Видача продукції відбувається по ЛЕП, розрахованій на роботу під напругою 100 кВ.